# Louise Boyer
Anne Louise Boyer, duchessa di Noailles (25 ottobre 1632 – 22 maggio 1697), è stata una nobildonna francese.

## Biografia
Anne Louise Boyer fu l'unica figlia di Antoine Boyer, Signore di Sainte-Geneviève-des-Bois, e di sua moglie Françoise de Wignacourt. Louise sposò Anne de Noailles, Conte d'Ayen (comte d'Ayen) a Parigi il 13 dicembre, 1645. Dal matrimonio nacquero sei figli:
1. Anne Jules, (II) duca de Noailles (1650-1708);
2. Louis Antoine de Noailles, "Cardinal de Noailles" (1651-1729);
3. Jacques de Noailles (1653-1712);
4. Jean François de Noailles (1658-1692), sposò Marguerite Thérèse Rouillé, ebbero due figlie;
5. Louise Anne de Noailles (1662-1693), sposò Henri de Beaumanoir, marchese di Lavardin;
6. Jean-Baptiste de Noailles (1669-1720).
7. Jean Gaston de Noailles (1669–1720), Vescovo-Conte di Châlons-sur-Marne; senza figli;

Sopravvivendo a due dei suoi figli così come a suo marito, morì a Parigi nel maggio 1697 a 65 anni. Fu una dama di compagnia della consorte di Luigi XIV Marie-Thérèse d'Autriche. Fu una contemporanea delle amanti di Luigi,  Madame de Montespan e Louise de la Vallière. (È menzionata in "Louise de la Vallière", il secondo volume del romanzo storico del 1847 di Alexandre Dumas' Il visconte di Bragelonne.)
Dopo la sua morte, una delle sue nipoti Marie Victoire de Noailles sposò Luigi Alessandro di Borbone, il più giovane dei figli di Luigi XIV e della Montespan; attraverso Marie Victoire, Louise e suo marito sono antenati di Philippe Egalité, Luigi Filippo I, Re dei Francesi, e del Principe Enrico, Conte di Parigi, l'attuale pretendente Orleanista al trono francese. È anche un'amtenata di Juan Carlos di Spagna, Alberto II, Re dei Belgi, Enrico, Granduca di Lussemburgo e Vittorio Emanuele di Savoia, il pretendente al trono italiano.

## Titoli ed appellativi
- 1632 – 13 dicembre 1645: Louise Boyer
- 13 dicembre 1645 – 1663: La Contessa d'Ayen (Madame la comtesse d'Ayen)
- 1663 – 15 febbraio 1678: La Duchessa di Noailles (Madame la duchesse de Noailles)
- 15 febbraio 1678 – 22 maggio 1697: La Duchessa Vedova di Noailles (Madame la duchesse de Noailles douairière)